# Pieni Pyhävesi
Pieni Pyhävesi är en sjö i kommunen Mäntyharju i landskapet Södra Savolax i Finland. Sjön ligger 81,5 meter över havet. Den är 11,49 meter djup. Arean är 1,77 kvadratkilometer och strandlinjen är 23,33 kilometer lång. Sjön  ingår i Kymmene älvs huvudavrinningsområde.   Den ligger omkring 36 kilometer sydväst om S:t Michel och omkring 170 kilometer nordöst om Helsingfors. 
I sjön finns ön Möllinluoto, Talassaari, Salmisaari, Juurikassaari, Pukkisaari, Sänkysaari, Akkasaari, Hemmonsaari, Hevossaari, Kirstinsaari. Pieni Pyhävesi ligger nordväst om Pyhävesi. 